# Johann von Kittlitz
Johann von Kittlitz (* um 1350; † 20. Februar 1408 in Bautzen) war als Johann II. von 1382 bis 1392 Bischof von Lebus und als Johann III. von 1392 bis 1398 Bischof von Meißen.
Johann stammte aus der Familie von Kittlitz und war Herr auf Baruth. Als Bischof von Meißen trat er altersbedingt zurück.